# Ruínas do Lazareto
As Ruínas do Lazareto são ruínas que se encontram hoje dentro da escola ETEC João Belarmino, no município de Amparo, em São Paulo.

## História

### Fundação do hospital
No século XIX, na década de 1870, houve uma epidemia de varíola na região de Amparo, a elite local da época se preocupou e decidiu construir um hospital para conter a doença, que foi chamado de Lazareto.

### Fundação da escola
Esse hospital funcionou até meados do ano 1900, quando o prédio do antigo hospital, passou a ser utilizado como uma Escola de Primeiras Letras, mantida pela maçonaria. Por volta de 1910, o importante político João Belarmino, demonstrou interesse em fundar uma escola técnica na cidade de Amparo. Então, a maçonaria doou o terreno para a fundação dessa escola. O prédio do antigo hospital passou a ser utilizado provisoriamente como escola técnica, enquanto se construía um novo prédio, a alguns metros dali (prédio onde atualmente funciona a Etec João Belarmino). A partir da inauguração do novo prédio, em 1915, ambos os prédios passam a abrigar a escola técnica. Já na década de 1920, o prédio do antigo hospital é ampliado, e um terceiro prédio é construído para servir de fundição, ao lado do primeiro prédio.

### Atualmente
Hoje, dos prédios onde abrigaram hospital e fundição, só restam ruínas.

## Decadência
Então, na década de 1950, o prédio do antigo hospital e o da fundição passam a ser usados principalmente como casa de diretores e funcionários da escola, já por volta da década de 1980 eles passam a ser desocupados e ficam inutilizados até o início dos anos 2000, quando grande parte de sua estrutura caiu por consequência do desgaste e do abandono.